# Спаньолетта
Спаньолетта (итал. spagnoletta или spagnoletto, также встречаются итал. spagniletta, spagnicoletta и исп. españoleta) — подвижный и грациозный преимущественно парный испанский и итальянский танец, относящийся ко второй половине XVI столетия.
Спаньолетты можно найти в книгах итальянских хореографов эпохи Возрождения Фабрицио Карозо и Чезаре Негри. У Карозо в Il Ballarino (1581) Карозо фигурирует хореографическое описание спаньолетты на двоих танцоров, а также лютневый аккомпанемент. В Nobilita di Dame (1600), также Карозо, описывается Spagnoletta nuova — уже на троих, несмотря на использование прежней музыки. Спаньолетты Карозо были трёхдольными. Чезаре Негри в своём трактате 1602 года приводит пример spagnoletto, рассчитанного на две пары танцоров и характеризующегося двухдольным метром. Впрочем, несмотря на очевидные различия, и Карозо, и Негри эксплуатируют очень схожую гармоническую композицию, состоящую из трёх повторяющихся музыкальных предложений. 
Инструментальные аранжировки спаньолетт прослеживаются во многих европейских трактатах о музыке и танцах. Так, в книге М. Преториуса 1612 года приводится описание двух четырёхголосных пьес, озаглавленных как Spagnoletta, и одной пятиголосной L'Espagnolette. Примечателен комментарий автора, данный им в предисловии, о том, что этот танец редко исполняется во Франции и пришёл в Германию (Вольфенбюттель) из Нидерландов, что подтверждает роль последних в распространении испанских танцев и музыки в Западной Европе. Спаньолетта была распространена и в аристократических кругах Англии. Вирджинальная книга Фицуильяма содержит две пьесы за авторством Жиля Фарнеби: Spanioletta и The old spagnoletta. Важно отметить, что лишь The old spagnoletta построена на основе характерной для спаньолетт гармонической схеме.   
Происхождение танца неизвестно, несмотря на широкое распространение. Некоторые исследователи связывают спаньолетту с паваной, другие характеризуют её как разновидность каскарды, также описывавшейся Карозо и Негри. Отмечается, что обе спаньолетты в Nobilita di Dame отличаются от каскарды или сальтарелло лишь характерной, хорошо узнаваемой мелодией.